# Дубровин, Сергей Юрьевич
Серге́й Ю́рьевич Дубро́вин (род. 25 января 1982, Ташкент, Узбекская ССР, СССР) — российский футболист, полузащитник; тренер.

## Карьера
Воспитанник владимирского футбола. Первый тренер — Н. А. Латин. Почти всю свою карьеру провёл в местном «Торпедо». Кроме того, Дубровин играл в Белоруссии за минское «Динамо» и витебский «Локомотив». В 2013—2016 годах вновь выступал за владимирское «Торпедо».
С сезона 2017/18 — в тренерском штабе владимирского «Торпедо». 1 июля 2021 года был назначен исполняющим обязанности главного тренера команды. В заявку на сезон 2021/22 был внесён как старший тренер, являясь де-факто главным тренером (де-юре им был Александр Акимов). По ходу сезона 2023 сменил Александра Горбачёва в должности главного тренера. После назначения главным тренером Дениса Евсикова в январе 2024 года вернулся в должность старшего тренера.

## Достижения
- Серебряный призёр чемпионата Белоруссии: 2001
- Победитель Первой лиги Белоруссии: 2003
- Победитель зоны «Запад» Второго дивизиона России (2): 2004, 2010
- Серебряный призёр зоны «Запад» Второго дивизиона России (2): 2008, 2009
- Бронзовый призёр зоны «Запад» Второго дивизиона России (2): 2002, 2005